# Howard Thompson
Henry Howard Thompson Jr. (Natchez, 25 de octubre de 1919-Cabo Cañaveral, 10 de marzo de 2002) fue un periodista y crítico de cine estadounidense cuya carrera de más de cuarenta años transcurrió en The New York Times.

## Biografía
Henry Howard Thompson Jr. nació en Natchez, la sede del condado de Adams en Misisipi. Inició sus estudios universitarios en la Universidad Estatal de Luisiana, pero los abandonó para servir como paracaidista en el Ejército de los Estados Unidos durante la Segunda Guerra Mundial. Durante este período, Thompson fue capturado y pasó seis meses en un campo de prisioneros de guerra alemán. Después de la desmovilización, continuó sus estudios en la Universidad de Columbia. En 1947, se unió al New York Times como oficinista en el departamento de personal, y pronto pasó a la sección de cine como empleado de Bosley Crowther, el crítico de cine del Times. Más tarde se convirtió en reportero que entrevistaba frecuentemente a personalidades del cine y finalmente se convirtió en crítico a finales de los años cincuenta. La firma de las reseñas durante sus primeros años se indicaba comúnmente como «HHT» o «HHT». También se desempeñó como presidente de la Crítica de Cine de Nueva York.
Thompson se ganó una reputación por sus comentarios concisos sobre películas para las listas de televisión. The Village Voice lo llamó «el Virgilio de las guías de televisión» y sus reseñas cápsula fueron etiquetadas como «Tiny Thompsons». Se retiró del trabajo de tiempo completo en 1988, pero continuó escribiendo la columna «Critic's Choice» y la lista de películas.
Thompson sufrió un derrame cerebral en 1996. Murió de neumonía a la edad de 82 años en la ciudad de Cabo Cañaveral, Florida, donde vivía jubilado.